# Puieștii de Jos
Puieștii de Jos – wieś w Rumunii, w okręgu Buzău, w gminie Puiești. W 2011 roku liczyła 1436 mieszkańców.